# Rândunică cu burtă ruginie
Rândunica cu burtă ruginie (Hirundo nigrorufa) este o specie de pasăre din familia Hirundinidae. Trăiește în ecosistemele din Angola, Republica Democrată Congo și Zambia.